# Promet Vatikana
Promet Vatikana sadrži mali transportni sustav bez zračnih luka, autocesta te javnog prijevoza. Budući da je Vatikan graniči samo s Italijom, promet Vatikana blisko je povezan s talijanskom prometnom mrežom. Između željezničkog i zračnog prometa, prisutan je i cestovni promet, ali ima manji značaj nego pješačko kretanje, s obzirom na to da se krajnje točke države mogu pješice dosegnuti za otprilike 20 minuta.

## Željeznički promet
Željeznička mreža Vatikana je najkraći željeznički sustav jedne države u svijetu, jer se sastoji od samo jedne željezničke linije uskog kolosijeka s pripadajućom željezničkom stanicom, ukupne dužine 832 m. Vatikanski željeznički kolodvor je projektirao arhitekt Giuseppe Momo, a izgrađen je za vrijeme pontifikata pape Pija XI. nakon zaključenja Lateranskog ugovora. Željeznica je izvorno planirana za prijevoz hodočasnika, ali se rijetko koristi za prijevoz putnika. 

## Zračni promet
U Vatikanu postoji Helidrom Vatikan koji je izgrađen za vrijeme pontifikata Pavla VI. Smješten je u jugozapadnom dijelu Vatikana, na najzapadnijem bastionu Vatikanskih zidina (bastion Pavla VI.). Helidrom se nalazi pod zaštitom Gospe Częstochowske, čiji se brončani kip nalazi tik uz njega.

## Poveznice
- Helidrom Vatikan
- Papamobil